# Alexander Murray (6e comte de Dunmore)
Pour les articles homonymes, voir Alexander Murray et Murray.
Alexander Edward Murray, 6e comte de Dunmore (1er juin 1804 - 15 juillet 1845) est un noble britannique.

## Biographie
Il est le fils de George Murray (5e comte de Dunmore).
Le 27 septembre 1836, il épouse à Francfort, en Allemagne, Catherine Herbert (en), fille de George Herbert (11e comte de Pembroke). Ils ont quatre enfants:
- Susan Catherine Mary Murray (7 juillet 1837-27 avril 1915)
- Constance Euphemia Woronzow Murray (28 décembre 1838-16 mars 1922)
- Charles Murray (7e comte de Dunmore) (24 mars 1841–27 août 1907)
- Victoria Alexandrina, ou Alexandrina Victoria Murray (19 juillet 1845–21 novembre 1911), épouse Henry Cunliffe (1826-1894), fils de Robert Henry Cunliffe, 4e baronnet.